# Auge (Creuse)
Pour les articles homonymes, voir Auge.
Auge est une commune française située dans le département de la Creuse, en région Nouvelle-Aquitaine.

## Géographie

### Généralités
Dans le quart nord-est du département de la Creuse, la commune rurale d'Auge s'étend sur 9,97 km2. Elle est arrosée par la Verneigette — un affluent de la Voueize — sur cinq kilomètres, et par plusieurs de ses affluents, dont notamment le ruisseau de la Pêcherie des Tailles qui marque la limite territoriale à l'est sur un kilomètre et demi, face à Lépaud, et le ruisseau de l'Étang de Commau.
L'altitude minimale avec 372 mètres est située à l'extrême sud, là où la Verneigette quitte le territoire communal et entre sur celui de Lussat. L'altitude maximale, 453 mètres, est atteinte dans le nord-est, entre la Brande de Commau et la Brande d'Auge.
À 300 mètres de la route départementale (RD) 100, le petit bourg d'Auge est situé 35 kilomètres à l'est-nord-est de Guéret, la préfecture, et autant au nord-nord-est d'Aubusson, la sous-préfecture.
Le territoire communal est également desservi par les RD 14 et 14A2, ainsi que par la route nationale 145 qui traverse le territoire communal sur près de quatre kilomètres et dont l'échangeur le plus proche est au nord-est, le no 42, à quatre kilomètres du bourg par la route.
Entre Bord-Saint-Georges et Lépaud, le sentier de grande randonnée GR 46 traverse le territoire communal d'ouest en est sur quatre kilomètres, passant par le bourg.

### Communes limitrophes
Auge est limitrophe de quatre autres communes.
Les communes limitrophes sont Bord-Saint-Georges, Lépaud, Lussat et Verneiges.
|                    | Verneiges |        |
| Bord-Saint-Georges | Auge      | Lépaud |
|                    | Lussat    |        |

### Climat
Pour des articles plus généraux, voir Climat de la Nouvelle-Aquitaine et Climat de la Creuse.
Historiquement, la commune est exposée à un climat montagnard.  
En 2020, Météo-France publie une typologie des climats de la France métropolitaine dans laquelle la commune est exposée à un climat de montagne et est dans la région climatique Ouest et nord-ouest du Massif Central, caractérisée par une pluviométrie annuelle de 900 à 1 500 mm, maximale en automne et en hiver.
Pour la période 1971-2000, la température annuelle moyenne est de 10,5 °C, avec  une amplitude thermique annuelle de 15,3 °C. Le cumul annuel moyen de précipitations est de 861 mm, avec 11,4 jours de précipitations en janvier et 7,4 jours en juillet. Pour la période 1991-2020, la température moyenne annuelle observée sur la station météorologique la plus proche, située sur la commune de Boussac à 15 km à vol d'oiseau, est de 11,0 °C et le cumul annuel moyen de précipitations est de 896,4 mm,. Pour l'avenir, les paramètres climatiques de la commune estimés pour 2050 selon différents scénarios d’émission de gaz à effet de serre sont consultables sur un site dédié publié par Météo-France en novembre 2022.

### Milieux naturels et biodiversité

#### Espaces protégés
La protection réglementaire est le mode d'intervention le plus fort pour préserver des espaces naturels remarquables et leur biodiversité associée.
En 2025, une aire protégée concerne le territoire communal.
Au nord-ouest du bourg, une ancienne carrière, les « serpentinites hercyniennes d'Auge », est recensée dans l'Inventaire national du patrimoine géologique. Cette ancienne carrière qui s'étend sur 10 hectares est noyée. C'est un « massif de serpentinite de forme elliptique de plusieurs centaines de mètres » datant du Silurien, entre 443,8 et 419,2 millions d'années.

## Urbanisme

### Typologie
Au 1er janvier 2024, Auge est catégorisée commune rurale à habitat très dispersé, selon la nouvelle grille communale de densité à 7 niveaux définie par l'Insee en 2022.
Elle est située hors unité urbaine et hors attraction des villes,.

### Occupation des sols
L'occupation des sols de la commune, telle qu'elle ressort de la base de données européenne d’occupation biophysique des sols Corine Land Cover (CLC), est marquée par l'importance des territoires agricoles (100 % en 2018), une proportion sensiblement équivalente à celle de 1990 (99,9 %). La répartition détaillée en 2018 est la suivante : 
prairies (56,5 %), zones agricoles hétérogènes (43,5 %). L'évolution de l’occupation des sols de la commune et de ses infrastructures peut être observée sur les différentes représentations cartographiques du territoire : la carte de Cassini (XVIIIe siècle), la carte d'état-major (1820-1866) et les cartes ou photos aériennes de l'IGN pour la période actuelle (1950 à aujourd'hui).

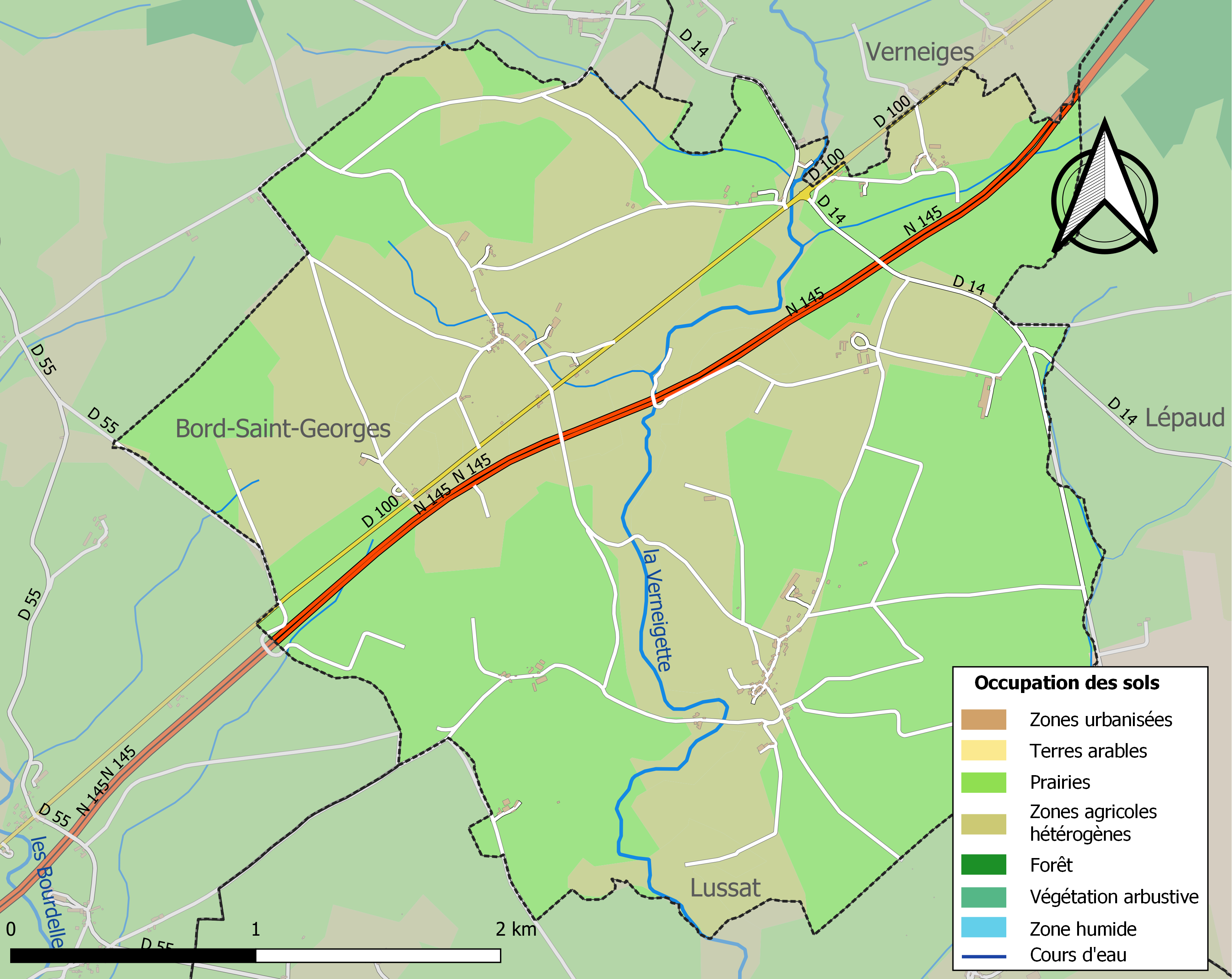
Carte des infrastructures et de l'occupation des sols de la commune en 2018 (CLC).

Cette commune compte 12 villages (ou hameaux) :

### Villages, hameaux et lieux-dits
L'Age-Vert, La Barraque, La Chaussade, La Côte-d'Auge, La Farge, Huillat, La Maison-Rouge, Moulin-Galamier, La Nourrice, Les Places, Reignemour, Sainte-Marie.

### Risques majeurs
Le territoire de la commune d'Auge est vulnérable à différents aléas naturels : météorologiques (tempête, orage, neige, grand froid, canicule ou sécheresse) et séisme (sismicité faible). Il est également exposé à un risque technologique,  le transport de matières dangereuses. Un site publié par le BRGM permet d'évaluer simplement et rapidement les risques d'un bien localisé soit par son adresse soit par le numéro de sa parcelle.

#### Risques naturels

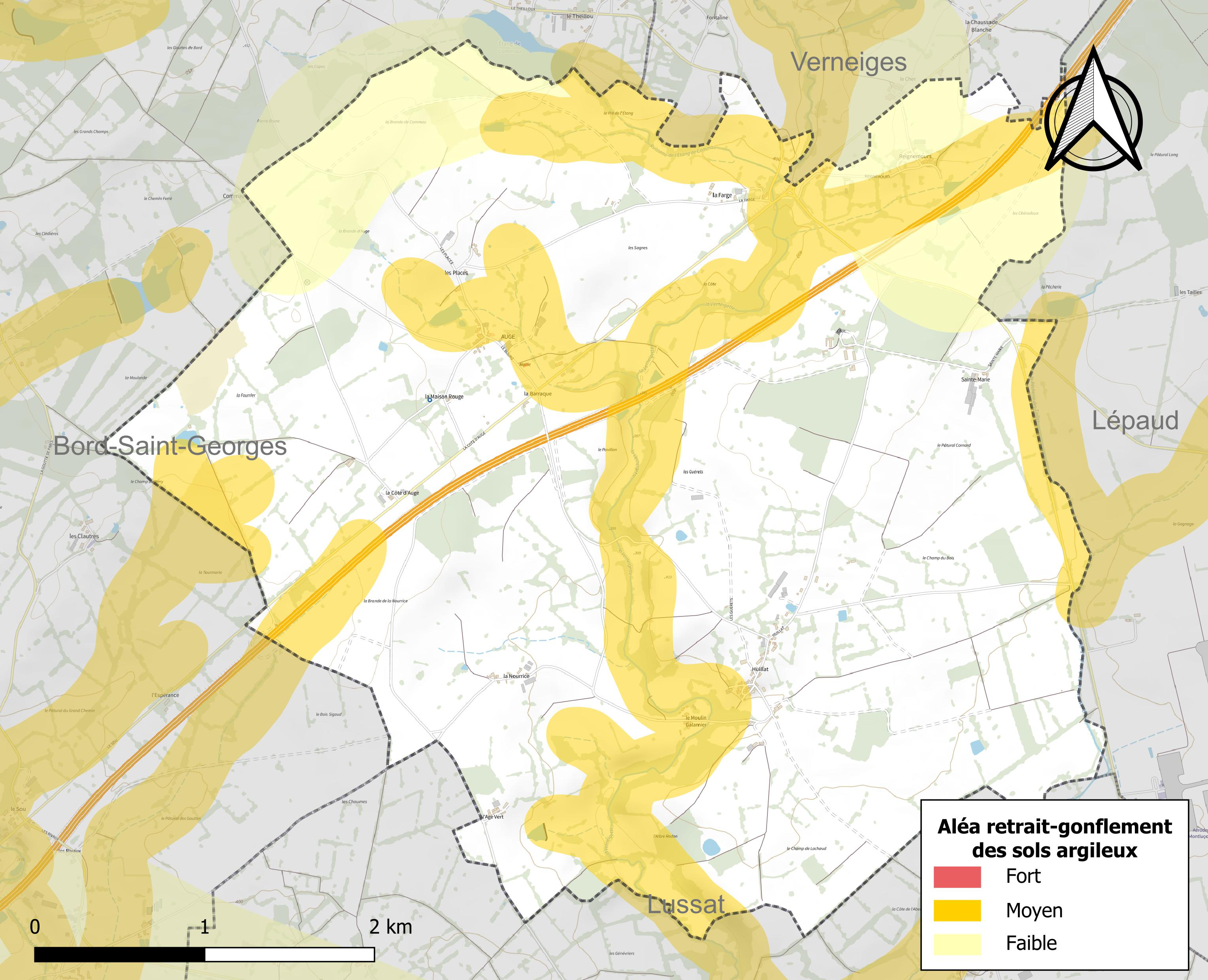
Carte des zones d'aléa retrait-gonflement des sols argileux d'Auge.

Le retrait-gonflement des sols argileux est susceptible d'engendrer des dommages importants aux bâtiments en cas d’alternance de périodes de sécheresse et de pluie. 26,1 % de la superficie communale est en aléa moyen ou fort (33,6 % au niveau départemental et 48,5 % au niveau national). Sur les 88 bâtiments dénombrés sur la commune en 2019,  27 sont en aléa moyen ou fort, soit 31 %, à comparer aux 25 % au niveau départemental et 54 % au niveau national. Une cartographie de l'exposition du territoire national au retrait gonflement des sols argileux est disponible sur le site du BRGM,.
Par ailleurs, afin de mieux appréhender le risque d’affaissement de terrain, l'inventaire national des cavités souterraines permet de localiser celles situées sur la commune.
La commune a été reconnue en état de catastrophe naturelle au titre des dommages causés par les inondations et coulées de boue survenues en 1982 et 1999. Concernant les mouvements de terrains, la commune a été reconnue en état de catastrophe naturelle au titre des dommages causés par des mouvements de terrain en 1999.

#### Risques technologiques
Le risque de transport de matières dangereuses sur la commune est lié à sa traversée par une ou des infrastructures routières ou ferroviaires importantes ou la présence d'une canalisation de transport d'hydrocarbures. Un accident se produisant sur de telles infrastructures est susceptible d’avoir des effets graves sur les biens, les personnes ou l'environnement, selon la nature du matériau transporté. Des dispositions d’urbanisme peuvent être préconisées en conséquence.

#### Transports en commun
- Réseau TransCreuse

## Histoire
Auge fait partie des très nombreuses communes créées dans les débuts de la Révolution française.

## Politique et administration
| Période                                  | Période   | Identité          | Étiquette | Qualité      |
| ---------------------------------------- | --------- | ----------------- | --------- | ------------ |
| Les données manquantes sont à compléter. |           |                   |           |              |
|                                          |           |                   |           |              |
| mars 2001                                | mars 2008 | Georges Nicoulaud | DVD       |              |
| mars 2008                                | 2020      | Élisabeth Henry   | DVD       | Agricultrice |
| 2020                                     | En cours  | Patrick Maume     |           |              |

## Démographie
L'évolution du nombre d'habitants est connue à travers les recensements de la population effectués dans la commune depuis 1793. Pour les communes de moins de 10 000 habitants, une enquête de recensement portant sur toute la population est réalisée tous les cinq ans, les populations de référence des années intermédiaires étant quant à elles estimées par interpolation ou extrapolation. Pour la commune, le premier recensement exhaustif entrant dans le cadre du nouveau dispositif a été réalisé en 2007.

En 2022, la commune comptait 92 habitants, en évolution de −8 % par rapport à 2016 (Creuse : −3,32 %, France hors Mayotte : +2,11 %).
| 1793 | 1800 | 1806 | 1821 | 1831 | 1836 | 1841 | 1846 | 1851 |
| ---- | ---- | ---- | ---- | ---- | ---- | ---- | ---- | ---- |
| 216  | 121  | 229  | 250  | 207  | 352  | 357  | 360  | 377  |

| 1856 | 1861 | 1866 | 1872 | 1876 | 1881 | 1886 | 1891 | 1896 |
| ---- | ---- | ---- | ---- | ---- | ---- | ---- | ---- | ---- |
| 355  | 339  | 327  | 341  | 381  | 394  | 385  | 417  | 362  |

| 1901 | 1906 | 1911 | 1921 | 1926 | 1931 | 1936 | 1946 | 1954 |
| ---- | ---- | ---- | ---- | ---- | ---- | ---- | ---- | ---- |
| 320  | 342  | 349  | 292  | 281  | 282  | 271  | 260  | 237  |

| 1962 | 1968 | 1975 | 1982 | 1990 | 1999 | 2006 | 2007 | 2012 |
| ---- | ---- | ---- | ---- | ---- | ---- | ---- | ---- | ---- |
| 232  | 205  | 149  | 131  | 124  | 109  | 107  | 107  | 104  |

| 2017 | 2022 | - | - | - | - | - | - | - |
| ---- | ---- | - | - | - | - | - | - | - |
| 98   | 92   | - | - | - | - | - | - | - |

## Culture locale et patrimoine

### Lieux et monuments
- L'église Saint-Symphorien, inscrite au titre des monuments historiques en 1988[27].